# Porcio Festo
Pòrcio Fèsto (Porcius Festus; fl. I secolo) è stato un procuratore romano, appartenente alla gens Porcia.

## Biografia
Fu nominato da Nerone governatore della Giudea in sostituzione di Marco Antonio Felice che era stato accusato di corruzione. La data di inizio della sua magistratura non è certa (probabilmente fra il 58 ed il 60 d.C., come indicato anche dalla moneta da lui coniata), mentre è certa la data della fine che coincide con la sua morte nel 62 d.C. Gli successe come governatore Lucceio Albino.

### Governatore della Giudea
Negli anni del suo governatorato la Giudea era attraversata da notevoli fermenti sociali, politici e religiosi con i quali Festo si dovette confrontare. Primo fra tutti il conflitto sorto a Cesarea in merito all'amministrazione della Città, fra la popolazione di origine greca e quella ebraica, che il precedente governatore aveva represso duramente, ma era lungi dall'essere stato risolto. L'altro grave problema era quello rappresentato dal movimento anti-romano degli Zeloti ed in particolare della fazione estremista dei Sicarii che venivano considerati dai romani come ladri e banditi. In particolare contro i Sicarii Festo ottenne dei buoni risultati secondo quanto indicato da Flavio Giuseppe.
A questi problemi di base se ne aggiunsero altri due non meno delicati: la lite sorta fra il re Agrippa II ed i sacerdoti del tempio di Gerusalemme, e la scomoda situazione relativa all'Apostolo Paolo, che Festo aveva ereditato dal precedente governatore Antonio Felice.
La disputa fra il re Agrippa ed i sacerdoti nacque in quanto questi aveva fatto costruire nel suo palazzo reale di Gerusalemme, posto su un'altura, una grande sala da pranzo. Da questa sala il re poteva vedere il Tempio di Gerusalemme ed i sacrifici che vi si tenevano, mentre pranzava. I sacerdoti furono molto indispettiti da questa cosa che giudicavano sconveniente, se non addirittura sacrilega. Essi fecero quindi erigere un alto muro sulla parte ovest del tempio che ne impediva la vista dal palazzo del re. Purtroppo il muro impediva la vista non solo al re, ma anche ai soldati romani incaricati di sorvegliare il tempio dalla Fortezza Antonia. Festo chiese quindi di abbattere il muro, ma i sacerdoti si appellarono a Nerone e inviarono a Roma una folta delegazione capeggiata dal sommo sacerdote Ismaele ben Fabi. Nerone, probabilmente per intercessione di sua moglie Poppea concesse loro di mantenere il muro, ma trattenne in ostaggio a Roma il sommo sacerdote Ismael ed Helcias il custode del tesoro sacro. Agrippa, al ritorno della delegazione a Gerusalemme, seccato per non aver risolto la questione a suo favore, colse l'occasione della forzata assenza di Ismaele per sostituirlo come sommo sacerdote con Giuseppe, detto Cabi, figlio di Simone.

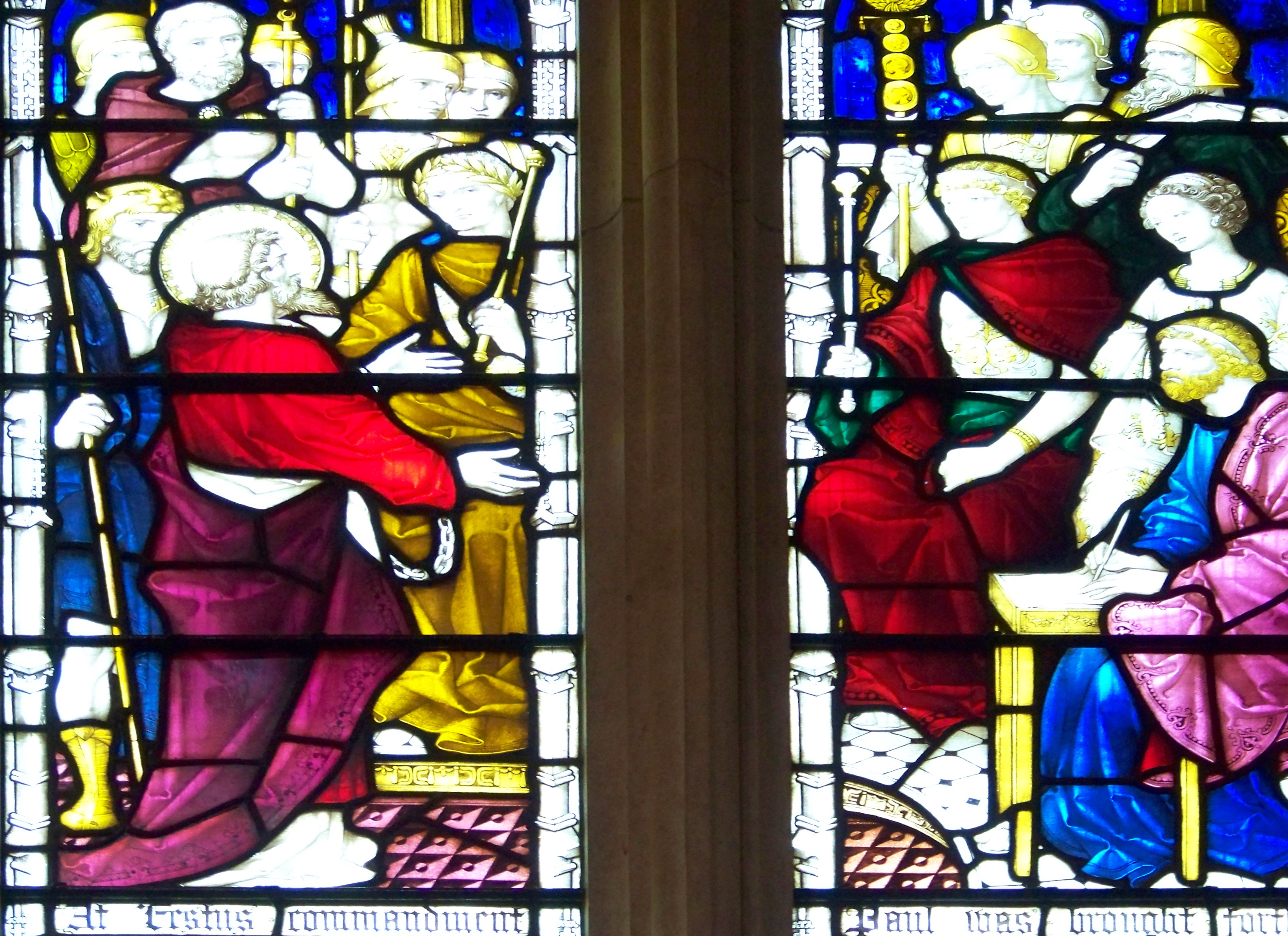
Vetrata nella cattedrale di San Paolo a Melbourne, raffigurante San Paolo e Porcio Festo

La questione di Paolo di Tarso è probabilmente quella da cui deriva la principale notorietà di Festo trasmessa ai tempi moderni. Paolo, dopo un periodo trascorso in missioni di predicazione, tornò nella Giudea intorno al 58 d.C. Qui mentre predicava a Gerusalemme, fu riconosciuto da alcuni ebrei, arrestato e condotto dal governatore Antonio Felice. Questi lo ascoltò e pur non avendo trovato accuse valide contro di lui, lo mise in prigione a Cesarea per non inimicarsi gli ebrei. Quando Festo fu nominato governatore alcuni sacerdoti e notabili di Gerusalemme andarono da lui chiedendogli di consegnare loro Paolo. Festo si rifiutò e tornato a Cesarea fece portare Paolo in tribunale per giudicarlo. Nonostante a Paolo fossero mosse molte accuse da parte dei giudei, questi non furono in grado di provarne alcuna di fronte a Festo. Il governatore, non volendo scontentare del tutto i giudei chiese a Paolo se voleva essere condott a Gerusalemme per esservi giudicato. A questo punto Paolo, che era cittadino romano, si avvalse della Provocatio ad populum, che in epoca imperiale consisteva nell'appellarsi all'imperatore (Caesarem appello). Festo, dopo aver discusso con il consiglio, concesse l'appello, pronunciando la famosa frase: 
(Atti degli Apostoli 25.12)
Festo trattenne quindi Paolo a Cesarea in attesa di poterlo inviare a Roma. Dopo qualche tempo Festo ricevette la visita del re Agrippa che, informato della storia di Paolo, chiese e ottenne di ascoltarlo. Anche in questa occasione non emersero prove contro Paolo che secondo Agrippa avrebbe potuto essere liberato se non si fosse in precedenza appellato a Cesare. Paolo venne inviato a Roma via nave, probabilmente nell'autunno del 60.
Dopo circa 2 anni Festo morì improvvisamente, in circostanze che non sono note, e venne sostituito da Lucceio Albino, che giunse in Giudea nell'estate del 62 trovando una situazione di totale anarchia.
Narra lo storico ebraico Flavio Giuseppe che il sommo sacerdote Anano, approfittando della morte di Festo, fece lapidare Giacomo il Giusto. La decisione provocò l'ira del nuovo procuratore Lucceio Albino e di re Erode Agrippa II, il quale destituì Anano e nominò al suo posto Giosuè. (Flavio Giuseppe, Antichità giudaiche, XX, 200).